# Can’t Be Tamed
Can’t Be Tamed – trzeci studyjny album amerykańskiej piosenkarki Miley Cyrus. Został wydany 18 czerwca 2010 przez wytwórnie Hollywood Records w Niemczech i 21 czerwca 2010 w większości państw europejskich oraz w Stanach Zjednoczonych. Pierwszym i głównym singlem promującym album jest „Can’t Be Tamed”.
Jest to ostatni album Miley Cyrus, który wydała w wytwórni Disneya – Hollywood Records.
Album w Polsce uzyskał certyfikat złotej płyty.

## Lista utworów
1. „Liberty Walk”
2. „Who Owns My Heart”
3. „Can’t Be Tamed”
4. „Every Rose Has Its Thorn”
5. „Two More Lonely People”
6. „Forgiveness And Love”
7. „Permanent December”
8. „Stay”
9. „Scars”
10. „Take Me Along”
11. „Robot”
12. „My Heart Beats For Love”

## Listy tygodniowe
Album zadebiutował na pozycji #3 na Billboard 200 i na #8 na UK Album Chart.
| Lista                             | Najwyższa pozycja |
| --------------------------------- | ----------------- |
| Belgia (Ultratop)                 | 18                |
| Holandia (MegaCharts)             | 42                |
| Irlandia (Irish Albums Chart)     | 5                 |
| Nowa Zelandia (RIANZ)             | 2                 |
| Polska (OLiS)                     | 13                |
| Szkocja (Scottish Albums Chart)   | 5                 |
| Wielka Brytania (UK Albums Chart) | 8                 |